# ۱۲۴ (میلادی)
۱۲۴ (میلادی) صد و بیست و چهارمین سال تقویم میلادی است.

## درگذشتگان
‎